# Palais épiscopal de Rodez
Le palais épiscopal de Rodez est un bâtiment situé à Rodez, en France.

## Localisation
Le palais épiscopal est situé dans le département français de l'Aveyron, sur la commune de Rodez, 1 rue Frayssinous, boulevard d'Estourmel, impasse Cambon.

## Historique
L'ancien palais épiscopal se trouvait entre le transept de la cathédrale actuelle et le rempart de la ville. Pour continuer la construction de la nef de la cathédrale, l'ancien palais épiscopal a été détruit à partir de 1474 par l'évêque Bertrand de Chalençon. L'évêque acheta des terrains et la tour de Corbières (1443) à un gentilhomme de même nom au nord de la cathédrale.
Son successeur, François d'Estaing, se trouvant à l'étroit, fait bâtir de nouveaux appartements pour lui et les officiers de sa maison. Sur la porte Saint-Martial qui donnait accès à la ville, au nord de la cathédrale, il fait édifier une tour, appelée la tour de Guet, puis la tour d'Estaing, dans laquelle il a logé ses officiers.
En 1589, la population de Rodez se révolte contre la décision de l'évêque François de Corneilhan d'ouvrir la ville aux Ligueurs et détruit le palais. Ce dernier a fait construire la terrasse sur arcade se trouvant le long du boulevard d'Estourmel. En 1624, le palais n'est pas encore reconstruit et l'évêque loge chez un particulier.
Paul-Louis-Philippe de Lezay de Lusignan est nommé évêque de Rodez en 1684, mais n'obtient ses bulles qu'en 1693. Il entreprend la construction du palais actuel dès son arrivée, en 1684. La construction se termine en 1694. Le palais a été édifié dans le style Louis XIII avec un escalier rappelant celui du château de Fontainebleau.
Il est vendu comme bien national et devient le siège de l'administration départementale puis de la préfecture. Le chouan Charrier est emprisonné dans la tour de Corbières. L'évêché de Rodez étant rétabli en 1822, le palais épiscopal est rendu à l'évêque le 12 septembre 1822. L'administration préfectorale s'installa à l'hôtel Le Normant d'Ayssènes. Le palais épiscopal est modifié entre 1871 et 1875 par le cardinal Joseph Bourret. Il fait rehausser le bâtiment central et ajouter deux pavillons.
Le palais épiscopal est partiellement inscrit au titre des monuments historiques le 12 octobre 1942.

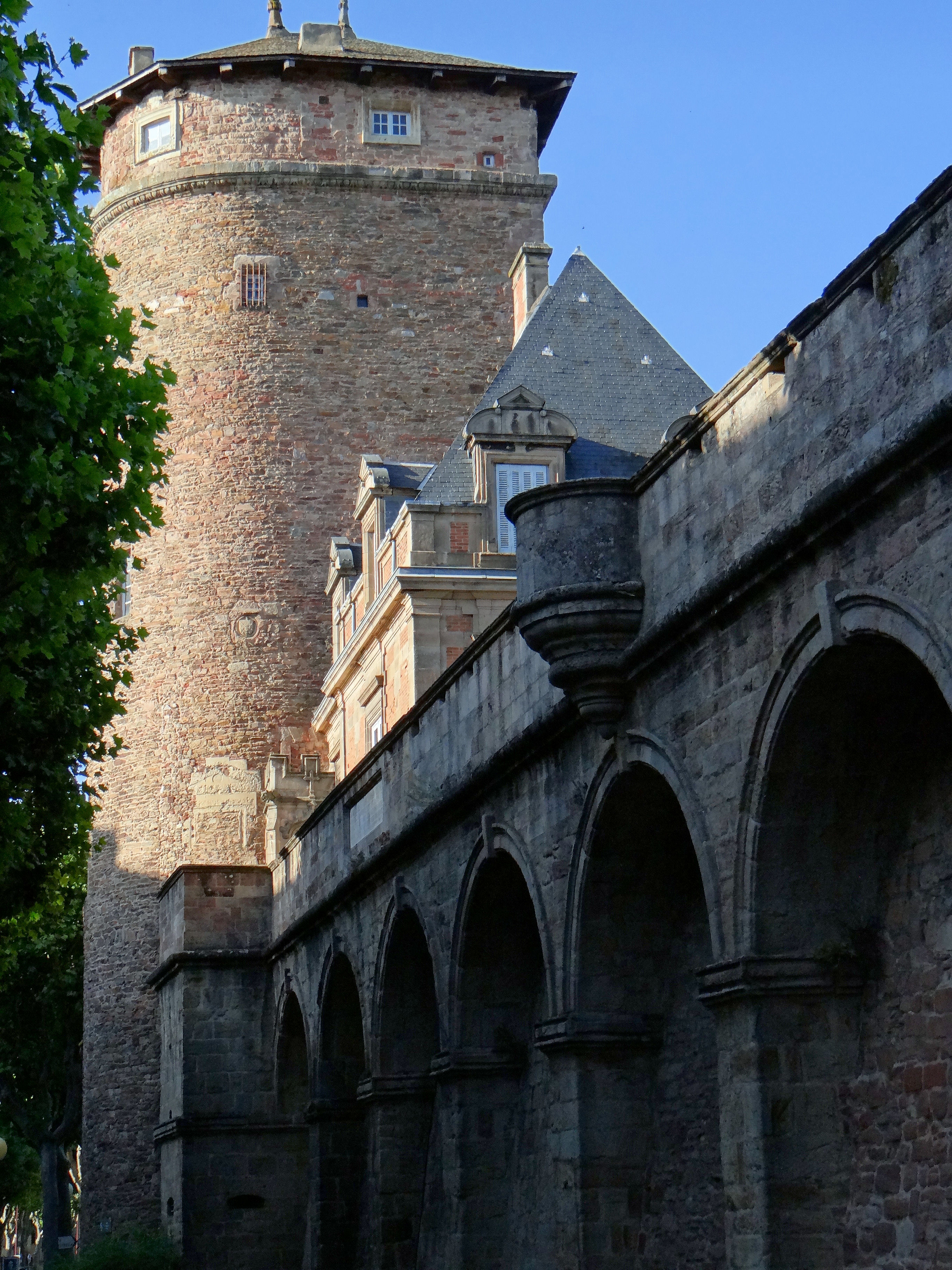
La tour de Corbières et la terrasse
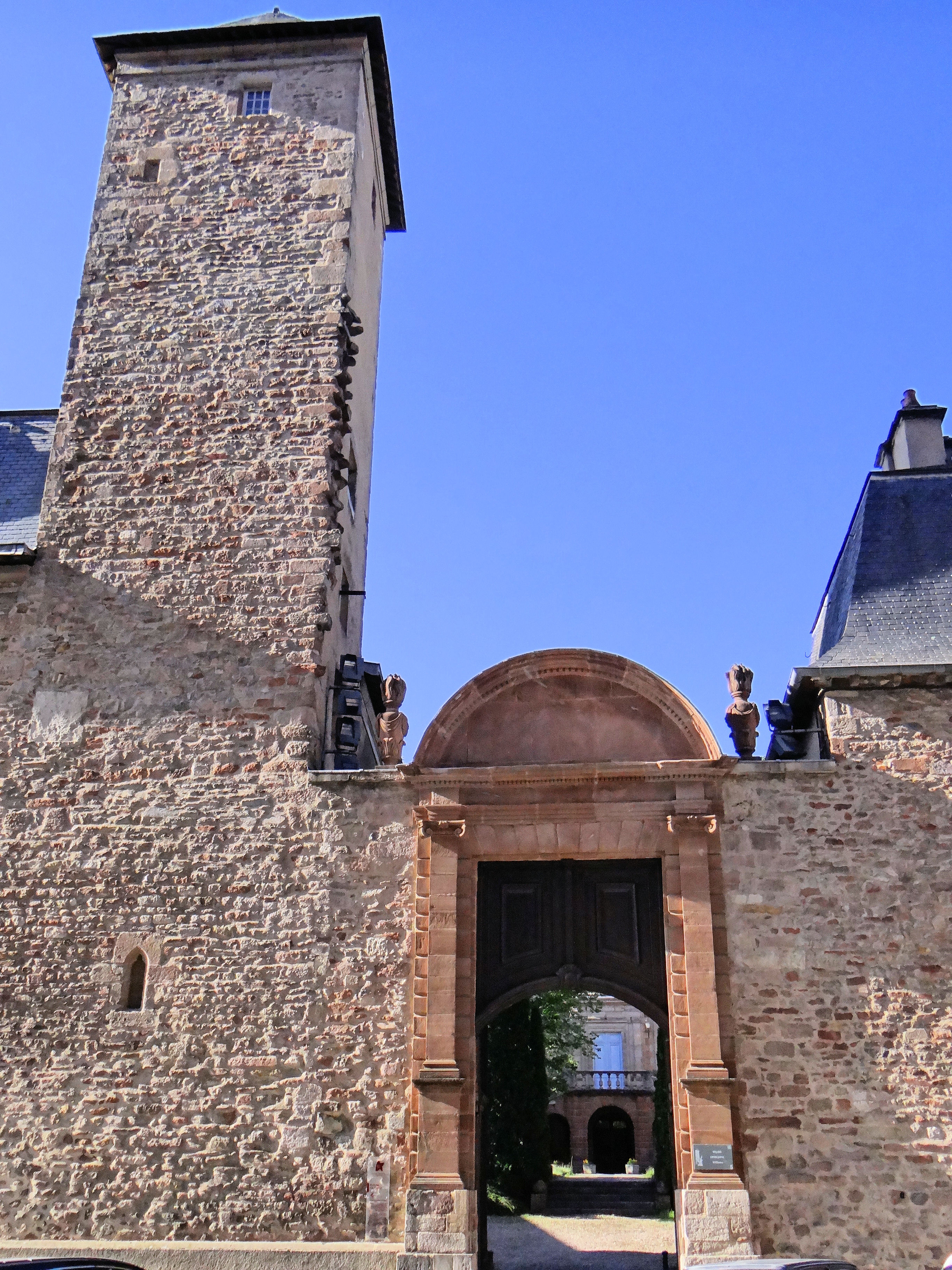
L'entrée du palais sur la rue Frayssinous
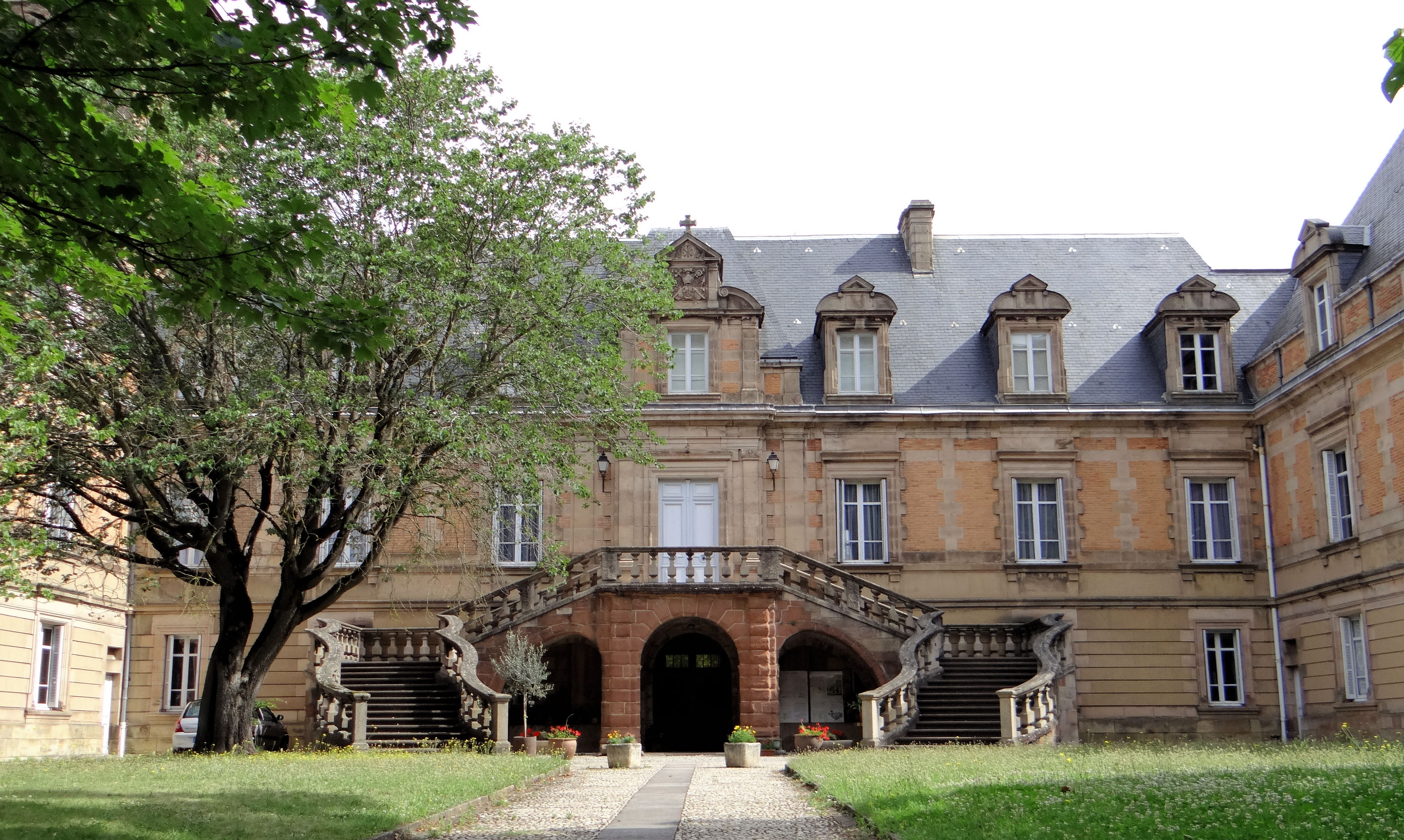
Le palais et l'escalier du palais construit entre 1684 et 1694